# Іларіон Раварац
Архімандрит Іларіон (серб. Иларион Руварац, у світі Йован Руварац; 1 вересня 1832, Сремська Митровиця — 8 серпня 1905, монастир Гргетег) — священнослужитель Сербської православної церкви, архімандрит; сербський історик-медієвіст.

## Біографія
У 1856 році закінчив юридичний факультет Віденського університету та у 1859 році духовну семінарію в Сремських Карлівцях (1859). Викладав у гімназії.
У 1861 році прийняв чернечий постриг.
З 1872 працював професором духовної семінарії в Сремських Карлівцях, а з 1875 по 1882 був її ректором.
У 1874 році був зведений у сан архімандрита.
Є основоположником науково-критичної школи сербської історіографії. Розробляв окремі питання церковної та політичної історії балканського середньовіччя, спростував деякі спірні та легендарні гіпотези.